# Wealdensandsteine

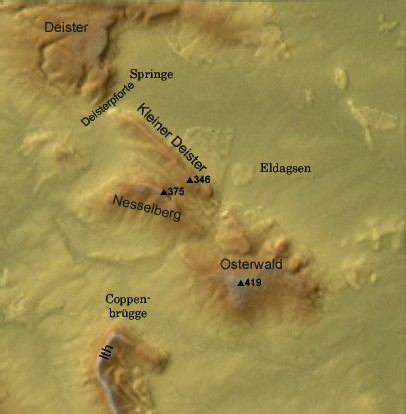
Vorkommen des Deister-, Nesselberg-, Osterwald- und (teilweise) Süntelsandsteins

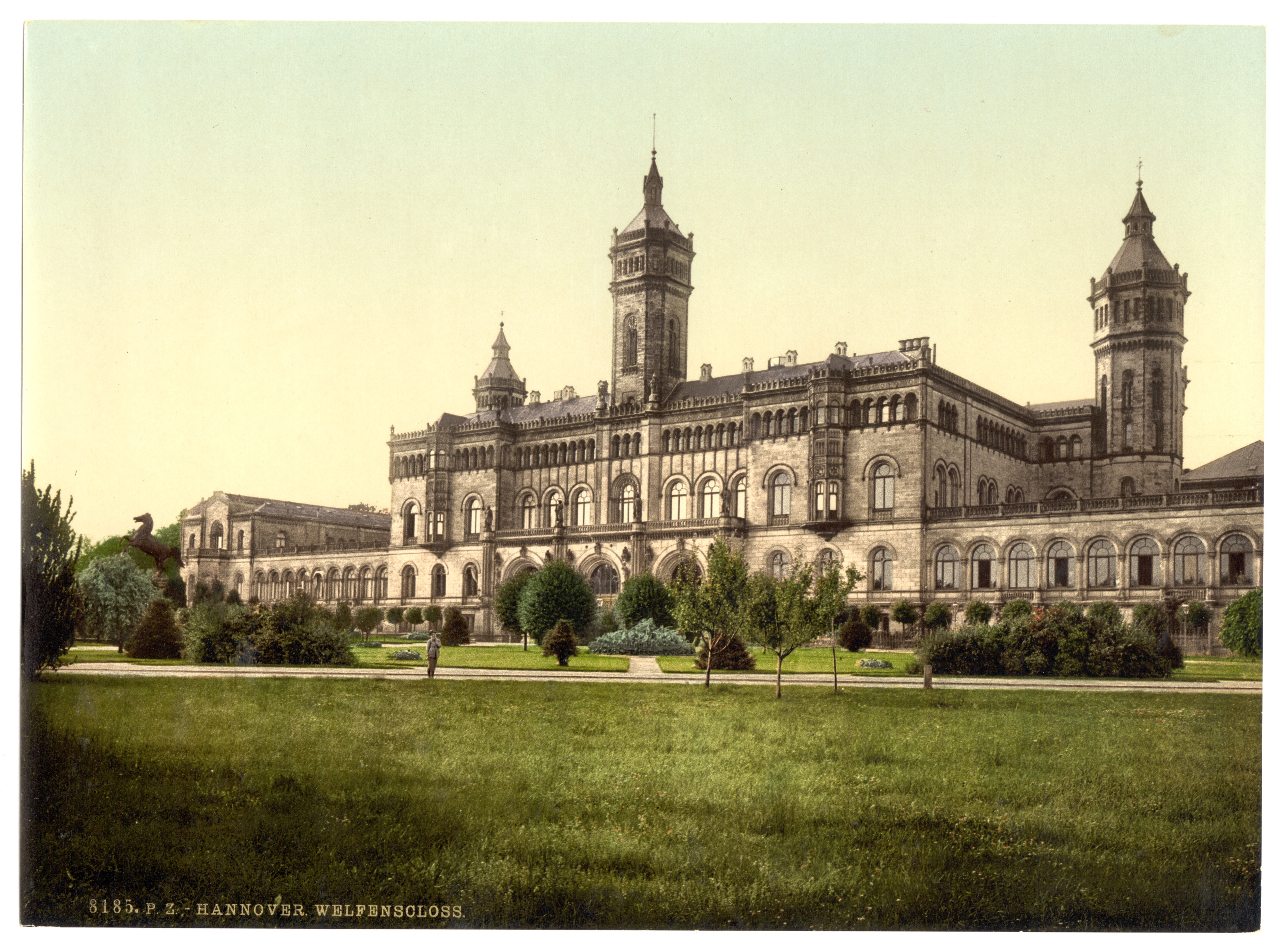
Welfenschloss Hannover zum Teil mit Wealdensandstein vom Nesselberg erbaut

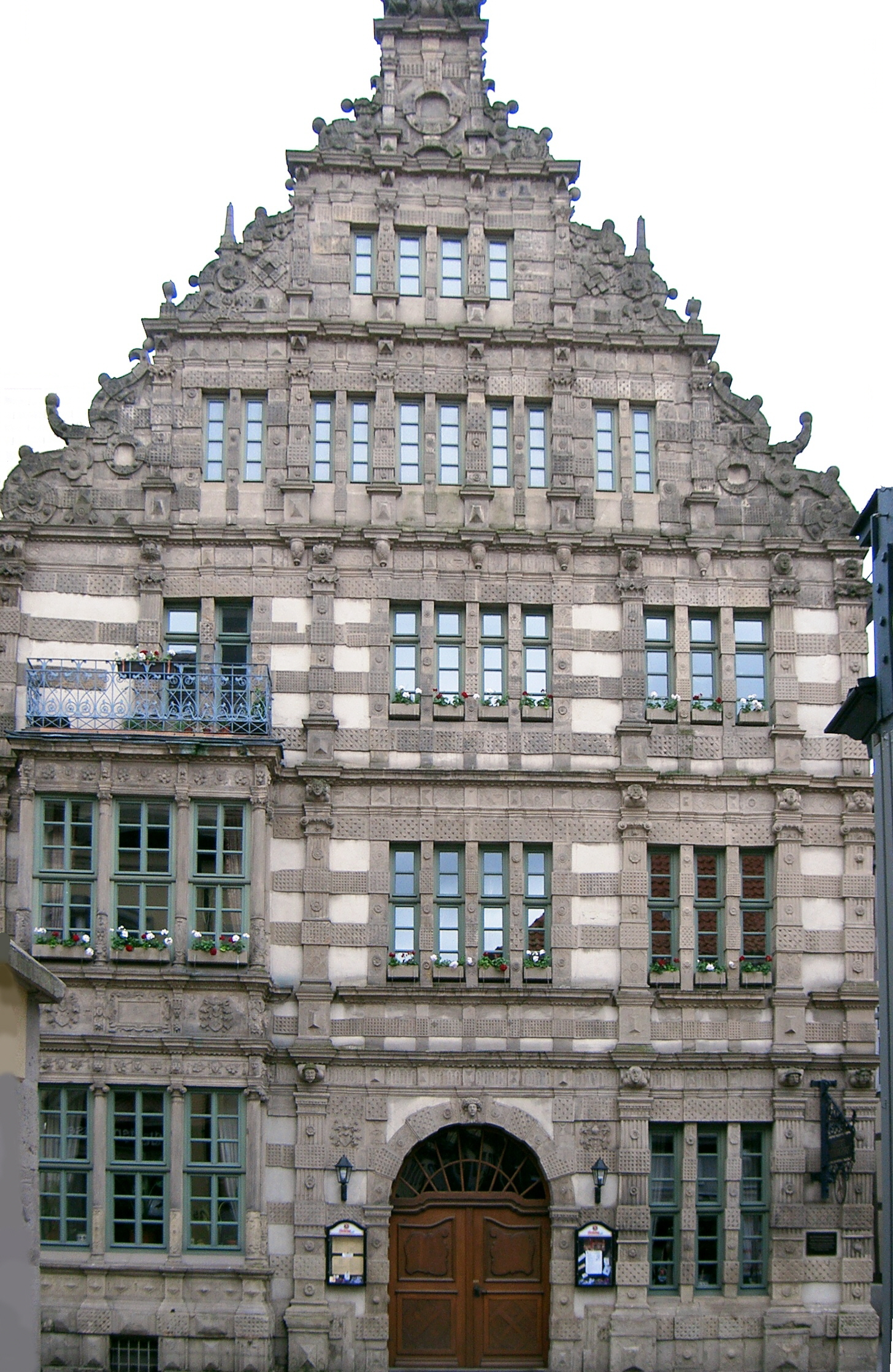
Rattenfängerhaus mit Wealdensandstein aus dem Süntel erbaut

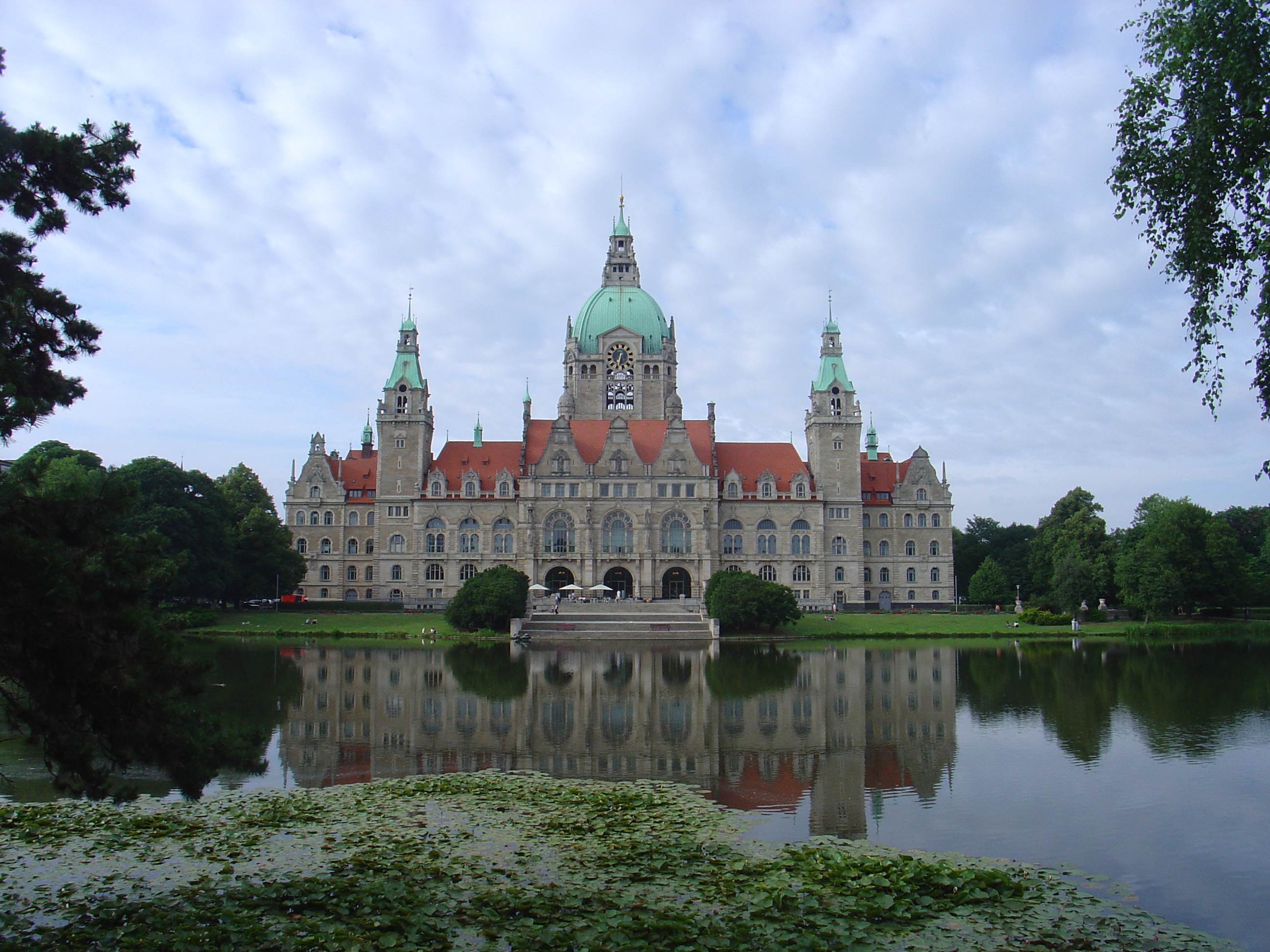
Neues Rathaus Hannover aus Deistersandstein erbaut

Die Wealdensandsteine, auch als Süntel-, Deister-, Nesselberg-, Osterwald- und Bückebergsandstein (heute Obernkirchener Sandstein) bezeichnet, stammen von Erhebungen in Norddeutschland, vom Deister, Nesselberge, Süntel, Osterwald und Bückeberg. Diese Sandsteingruppe entstand in der Unteren Kreide, genauer dem Berriasium und wurde früher der Fazies des „Wealden“ (Wälderton) zugeordnet. Im Jahre 2008 waren zwei Steinbrüche, in denen Wealdensandsteine gebrochen werden, in Betrieb. Zum einen am Bückeberge in Obernkirchen der Steinbruch des Obernkirchener Sandsteins. Zum anderen der Steinbruch der Firma Wesling in Münchehagen, der allerdings keine größeren Werksteine herstellt.

## Entstehung und Vorkommen
Die Verbreitung der Wealdensandsteine erstreckt sich von den Erhebungen des Deisters und des im Norden vorgelagerten Stemmer Bergs, der Rehburger Berge im Südwesten des Steinhuder Meeres und der Bückeberge bis zum Harrl im Westen, dem Süntel bei Hameln, dem Nesselberg und dem Osterwald.
Diese Höhenzüge sind aus einer Brackwasserbildung, aus Schieferton und Sandstein, gebildet worden, in die auch Kohleflöze eingelagert sind. Die Mächtigkeit der Schichten ist unterschiedlich und die tonigen und sandigen Schichten wechseln ab und sie beträgt bei den Rehburger Bergen 6 bis 7 Meter, Im Harrl und in den Bückebergen ist das abbauwürdige Vorkommen 14 bis 20 Meter hoch, im Stemmer Berg um die 100 Meter, im Süntel beträgt die Höhe 200 bis 300 Meter und im Deister nimmt die Mächtigkeit stark ab. Bei Tiefbohrungen im Steinbachtal stellte man sogar Mächtigkeiten von 340 m und weiter talabwärts bei Flegessen 390 m fest.

## Abbauorte
Die Abbauorte auf dem Kamm des Bückeberges liegen um Obernkirchen, die des Deisters lagen um Barsinghausen, Egestorf und Bredenbeck. Am Süntel lagen die Steinbrüche um Hamelspringe und Welliehausen und am Nesselberge bei Altenhagen und im Osterwald am Ort Osterwald. Im Westen der Weser kommen die Wealdensandsteine am Nordrand des Wiehengebirges bei Bohmte, im Teutoburger Wald bei Borgholzhausen, Eppendorf und Wellingholzhausen und in der Nähe von Peine bei Abbensen vor.

## Mineralbestand und Gesteinseigenschaften
Die Anteile dieser Sandsteine sind: Quarz 79 bis 82 Prozent, Gesteinsbruchstücke 18 bis 20 Prozent, Schwermetalle bis zu 2 Prozent.
Diese Sandsteine führen gerundete Quarzkörner, die überwiegend quarzitisch und nur selten tonig oder kalkig gebunden sind. Das Korn ist fein, und hin und wieder kommen gröbere und ganz selten konglomeratische Lagen vor. Die Farbe ist meist gelblich, grauweiß, gelblichgrau. Einzelne Lagen sind bräunlich, gelb und gefleckt. Die Färbung resultiert aus Limonit, einem eisenhaltigen Gestein. Es kommen auch kohlige Partikel vor. Am meisten geschätzt ist ein Wealdensandstein, der Obernkirchener Sandstein, weil er verwitterungsbeständig ist, gleichmäßiges und feines Korn hat, das ihn für Steinbildhauerarbeiten aber auch für verwitterungsfeste Bausteine prädestiniert.
Obwohl die anderen Wealdensandsteine nicht die Güte des Obernkirchener Sandsteins erreichen, sind es feste und verwitterungsbeständige Gesteine.

## Verwendung und Bauwerke
Verwendet wurden die Wealdensandsteine für Massivbauten, Mauerwerke, Werksteine, Treppen- und Bodenbeläge, Fassaden und Denkmäler und Steinbildhauerarbeiten. Dabei wurden für größere Bauprojekte häufig Werksteine und Rohblöcke aus verschiedenen Steinbrüchen bezogen:
- Nesselbergsandstein: Welfenschloss in Hannover und am Reichstagsgebäude und Opernhaus Hannover (auch Deistersandstein), Kirche in Altenhagen I.
- Deistersandstein: St. Marien Barsinghausen, Neues Rathaus Hannover, Waterloosäule, Opernhaus Hannover (auch Nesselbergsandstein).
- Süntelsandstein: Rattenfängerhaus und Hochzeitshaus in Hameln, ferner am Bremer Dom und der St.-Petri-Kirche in Bad Münder-Flegessen.

## Dinosaurierfährten
In den Sandsteinschichten des Niedersächsischen Berrias wurden beim Abbau der Werksteine Spuren von großen Sauriern entdeckt. Die ersten dokumentierten Funde datieren um 1840. Bekanntheit erlangten vor allem die 1980 in Münchehagen gefundenen Spuren großer Sauropoden, die heute als Naturdenkmal Saurierfährten Münchehagen geschützt sind. 2004 wurden im Nachbarsteinbruch weitere Fährtenzüge verschiedener Dinosauriergattungen entdeckt. Grabungen werden dort durch eine Kooperation vom Dinosaurier-Park Münchehagen, dem Landesmuseum Hannover, der Universität Göttingen und weiteren Partnern durchgeführt. 2007 wurden in diesem Rahmen auch die Dinosaurierfährten von Obernkirchen entdeckt.